# Music4Games
Music4Games foi um site de informações sobre trilhas sonoras de videogame, lançado em 1999. O site se concentrava na indústria da música dos videogames e dizia ser voltado a fãs dedicados, entusiastas de trilhas sonoras, audiófilos, alunos, compositores, desenvolvedores, publicadores, produtores, diretores de áudio e executivos de música como um site para o consumidor e para a indústria. Em dezembro de 2009, o site foi fechado sem qualquer anúncio ou razão.

## Detalhes
Music4Games era uma parceira de mídia para eventos e organizações da indústria, incluindo The Composer Expo, Develop Conference (Audio Track), MIDEM Music for Images Conference, Game Developers Conference, Game Audio Conference, The Game Audio Network Guild, GC Symphonic Game Music (concerto realizado Lípsia, Alemanha), Play! A Video Game Symphony (série de concertos), Video Games Live (programa de turnês), Mutek Festival, Arcadia Festival, e apoiadora de mídia para a Academia Britânica de Artes Cinematográficas e de Televisão para "melhor música" e "melhor som" em um videogame.